# Öküz Mehmed Pascha

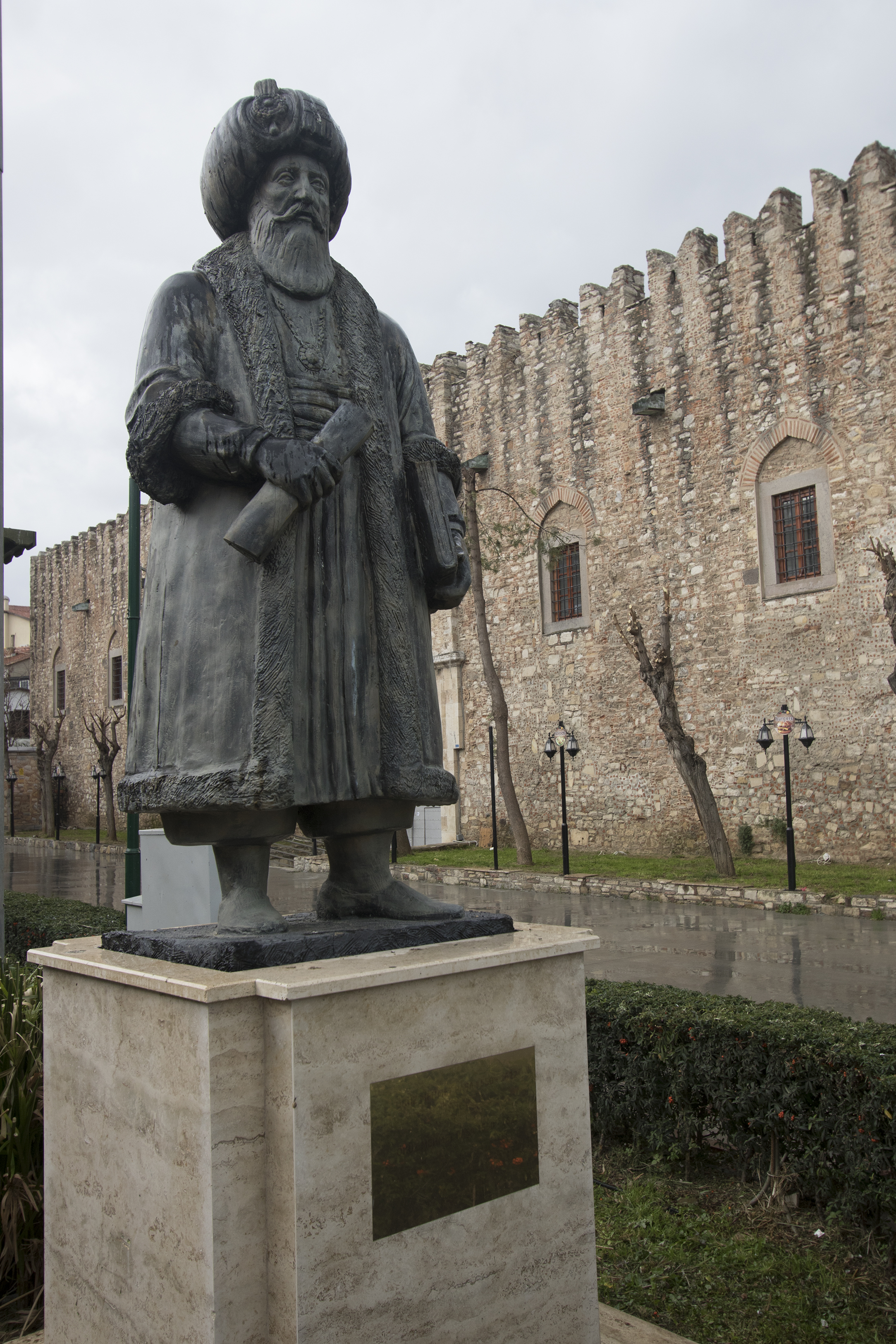
Standbild von Öküz Mehmed Pascha in Kuşadası

Öküz Mehmed Pascha (dt. Mehmed Pascha, der Ochse; * im 16. Jahrhundert in Konstantinopel; † 23. Dezember 1619), auch bekannt als Kara Mehmed Pascha („der Schwarze“) oder Kul Kıran Mehmed Pascha („der Sklavenbrecher“), war ein osmanischer Staatsmann und militärischer Befehlshaber, der vom 17. Oktober 1614 bis zum 17. November 1616 (unter der Regentschaft von Ahmed I.) und vom 18. Januar 1619 bis zum 23. Dezember 1619 (unter der Regentschaft von Osman II.) Großwesir des osmanischen Reiches war. Er war außerdem von 1607 bis 1611 Gouverneur des Eyâlet Ägypten.

## Leben
Mehmed Geburtsdatum ist nicht bekannt. Er besuchte ab 1583 eine Enderun-Schule, bevor er Regierungspositionen innehatte. So war er silâhdar, eine hohe Position in der Garde des Sultans. Er heiratete die Prinzessin Gevherhan Sultan, eine Tochter von Sultan Ahmed I. und Kösem Sultan.

### Gouverneur in Ägypten
Im Jahr 1607 ernannte der Sultan Mehmed Pascha zum Beylerbey des Eyâlet Ägypten. Im Jahr 1604, drei Jahre bevor Mehmed Pascha das Amt antrat, wurde der osmanische Gouverneur in Ägypten Maktul Hacı Ibrahim Pascha von meuternden Sipahi-Soldaten seiner eigenen Truppen ermordet. Dieses Ereignis führte zu einer Phase der Instabilität in Ägypten, die auch die beiden Vorgänger von Mehmed Pascha, Hadım Mehmed Pascha und Yemenli Hasan Pascha, nicht ändern konnten.
Mehmed Pascha unterdrückte die Rebellion der Sipahis mit harter Hand und schaffte die von den Soldaten illegal eingeführte „Schutzsteuer“ für die Landbevölkerung ab. Nach seiner Ankunft in Alexandria versicherte er sich des Wohlwollens der Bevölkerung, indem er die Gräber lokaler Persönlichkeiten besuchte, die Mamluken gut behandelte und Gebäude und Straßen reparierte. Außerdem ließ er zahlreiche Distriktsgouverneure, die den Sipahis die Eintreibung ihrer Schutzsteuer genehmigt hatten, hinrichten und warnte andere davor, die rebellischen Soldaten zu unterstützen.
Die Spannungen spitzten sich im Februar 1609 zu, als sich die Rebellen in der Stadt Tanta am Grab des beliebten Mystikers Ahmad al-Badawī trafen, um Widerstand gegen Mehmed Paschas Maßnahmen zu schwören. Dann plünderten sie Dörfer, um Vorräte zu sammeln. Mehmed Pascha versammelte daraufhin seine Truppen, ging aber zugleich auf einen Vorschlag seiner Offiziere ein, mit den Rebellen zu reden. Er entsandte den Mufti Altıparmak Mehmed Efendi und einen Offizier, um mit den aufständischen Soldaten zu verhandeln. Der Mufti riet den Rebellen, den „Autoritäten“ nachzugeben, und als die sich weigerten, begann Mehmed Pascha mit der Mobilisierung seiner Streitkräfte. Diese trafen nördlich von Kairo auf die Rebellen, welche in den Auseinandersetzungen rasch unterlegen waren. Mehmed Pascha ließ über 250 von ihnen hinrichten, andere wurden in das Eyâlet Jemen verbannt.
Nach diesen Ereignissen erhielt Mehmed Pascha für seine Unterjochung der Mamluken und der aufständischen Truppen das Epitheton Kul Kıran (dt. Sklavenbrecher). Er fuhr fort, den öffentlichen Sektor zu stärken, und versuchte, die fiskalische und militärische Organisation des ägyptischen Eyâlets zu reformieren, in dem er die Zahl der Beys auf zwölf reduzierte. Im Jahr 1611 wurde er vom Sultan in die Hauptstadt Konstantinopel zurückbeordert.

### Großwesir
Mehmed Pascha war vom 17. Oktober 1614 bis zum 17. November 1616 und vom 18. Januar 1619 bis zum 23. Dezember 1619 Großwesir des Osmanischen Reiches. Während seiner Amtszeit erhielt er den Beinamen Beinamen Öküz (Ochse), aufgrund seiner gedrungenen Statur und des Berufes seines Vaters, der im Konstantinopeler Stadtviertel Karagümrük eine Ochsenzucht hatte oder dort als Schmied für Ochsen arbeitete.
Während seiner Zeit als Großwesir startete er in Begleitung von nur 47 Soldaten einen Angriff auf Wien, ohne den Sultan oder eine andere Behörde in der osmanischen Hauptstadt informiert zu haben. Der Angriff scheiterte kläglich und hätte den Großwesir fast den Kopf „gekostet“. Einige Historiker betrachten seinen Streifzug dennoch als dritte Belagerung Wiens durch das Osmanische Reich neben der Belagerung durch Süleyman I. im Jahr 1529 und der Belagerung durch den Großwesir Kara Mustafa Pascha im Jahre 1683.
Der seit 1612 mit dem Vertrag von Nasuh Pascha besiegelten Frieden zwischen dem Osmanischen Reich und den persischen Safawiden war brüchig. Immer wieder kam es zu feindseligen Aktionen und als Schah Abbas I. sich weigerte, versprochene Seidenstoffe zu liefern, flammte der Konflikt erneut auf. 1616 marschierte Öküz Mehmed Pascha als Oberbefehlshaber der Streitkräfte auf persisches Territorium ein und gelangte von Aleppo nach Kars. Anschließend belagerte er dann Jerewan, scheiterte aber und musste sich zurückziehen.

### Gouverneur von Aydin

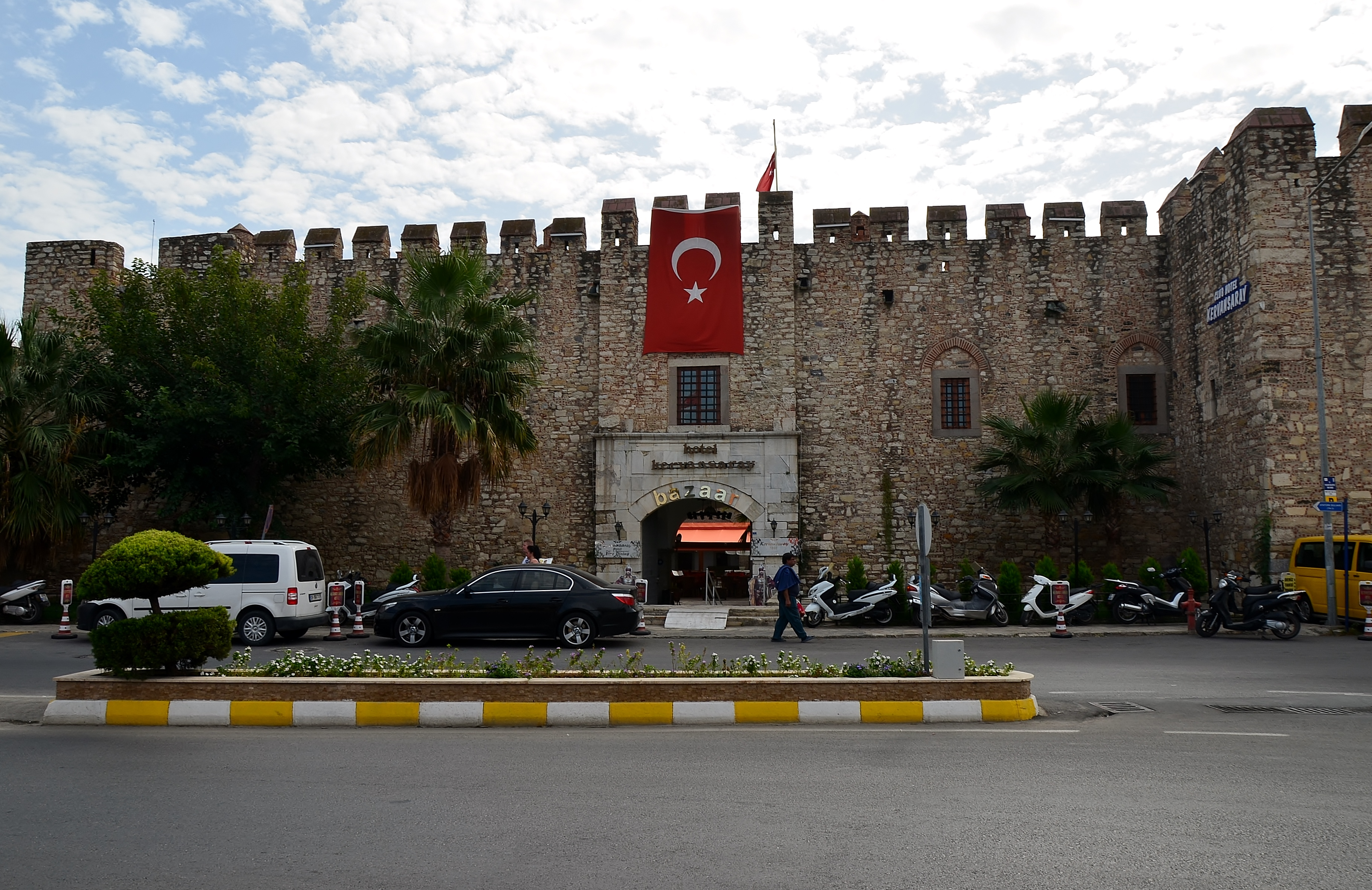
Öküz Mehmet Paşa Kervansarayı in Kuşadası.

Zwischen den beiden Amtszeiten als Großwesir war er Gouverneur des Vilâyet Aydın, das zu diesem Zeitpunkt eine der größten Provinzen in Westanatolien war. In dieser Zeit wurde die große Karawanserei in Kuşadası erbaut, die später nach ihm Öküz Mehmet Paşa Kervansarayı benannt wurde. Diese sollte den internationalen Handel vom Hafen anziehen, der sich gerade stark in den Hafen von Izmir verlagerte, weil europäische Händler der Stadt den Vorzug gaben. Außerdem baute er eine Karawanserei in Ulukışla, als er mit seinem Heer auf dem Weg in den Krieg gegen die Safawiden war.

### Tod
Mehmed Pascha wurde 1619 von einem jungen Janitscharen erdrosselt.